# The Teardrop Explodes
The Teardrop Explodes è stato un gruppo musicale britannico attivo tra il 1978 ed il 1982, guidato da Julian Cope.
Debitori sia dei Doors come del punk più intellettuale vengono annoverati tra i fondatori del movimento neopsichedelico inglese.

## Storia
Si sono formati a Liverpool attorno alla figura di Julian Cope reduce dalla breve esperienza con Ian McCulloch nei Crucial Three. Ne facevano parte poi Mick Finkler alla chitarra, Gary Dwyer alla batteria e Paul Simpson alle tastiere. Il nome del gruppo, suggerito da Dwyer, proviene da una striscia del fumetto Daredevil.
Esordirono nel 1979 con il primo singolo Sleeping Gas. Subito dopo David Balfe subentrò a Simpson.
Dopo altri due singoli, Bouncing Babies e il bizzarro Treason (It's Just a Story) ed un tour con gli Echo and the Bunnymen, Finkler uscì dal gruppo e fu sostituito da Alan Gill.
Con questa formazione pubblicarono nel 1980 il singolo When I Dream, che entrò nella top 50 inglese.
Nell'ottobre pubblicarono l'album Kilimanjaro, considerato tra i dischi più creativi ed originali usciti nel periodo, dove nei i brani coesistono elementi funky e dance su una base psichedelica. Dall'album fu tratto il singolo Reward che raggiunse il 6º posto in classifica.
Il gruppo si mise al lavoro per il secondo album, Gill fu sostituito da Troy Tate. Wilder uscì nel 1981 ma non ottenne il successo dell'esordio, il tour successivo negli Stati Uniti fu un disastro, Tate se ne andò e si unì ai Fashion. I tre membri superstiti si concentrarono per la realizzazione del terzo album ma a metà delle registrazioni Cope sciolse il gruppo. Venne pubblicato nel 1983 l'EP You Disappear from View mentre solo nel 1990 l'album fu completato e pubblicato come ''Everybody Wants to Shag...the Teardrop Explodes.

## Discografia

### Album studio
- 1980 - Kilimanjaro - (Mercury)
- 1981 - Wilder - (Fontana)
- 1990 - Everybody Wants to Shag...the Teardrop Explodes - (Fontana)